# Габріел Мартінеллі
Габріел Мартінеллі (порт. Gabriel Martinelli, нар. 18 червня 2001, Гуарульюс) — бразильський футболіст, нападник англійського клубу «Арсенал» і національної збірної Бразилії.
Виступав, зокрема, за клуб «Ітуано».
Володар Кубка Англії.

## Клубна кар'єра
Народився 18 червня 2001 року в місті Гуарульюс. Футбольну кар'єру почав у 2010 році в футзальній команді клубу «Корінтіанс». У 2015 році став гравцем молодіжної команди клубу «Ітуано». Проходив перегляд в англійському «Манчестер Юнайтед» та в іспанській «Барселоні».
У дорослому футболі дебютував 2018 року виступами за команду «Ітуано», в якій провів один сезон, взявши участь у 17 матчах чемпіонату. У складі «Ітуано» був одним з головних бомбардирів команди, маючи середню результативність на рівні 0,35 гола за гру першості.
До складу клубу «Арсенал» приєднався в липні 2019 року. Станом на 25 березня 2021 року відіграв за «канонірів» 20 матчів в національному чемпіонаті. 19 серпня дебютував в Прем'єр-лізі, замінивши Генріха Мхітаряна у матчі проти «Ньюкасла».

## Виступи за збірну
У березні 2019 викликався у національної збірної країни, але за команду так і не дебютував.
З листопада 2019 року також залучається до складу молодіжної збірної Бразилії. На молодіжному рівні зіграв у 1 офіційному матчі.
У 2022 році Габріел Мартінеллі потрапив до заявки національної збірної Бразилії на участь у чемпіонаті світу 2022 року в Катарі. 24 листопада у матчі групового раунду проти Сербії Мартінеллі дебютував у складі збірної Бразилії.

## Статистика виступів

### Статистика клубних виступів
Станом на кінець сезону 2019–20
| Сезон             | Команда           | Чемпіонат         | Чемпіонат | Чемпіонат | Національний кубок | Національний кубок | Національний кубок | Континентальні кубки | Континентальні кубки | Континентальні кубки | Інші змагання | Інші змагання | Інші змагання | Усього | Усього | Усього |
| Сезон             | Команда           | Ліга              | Ігор      | Голів     | Ліга               | Ігор               | Голів              | Ліга                 | Ігор                 | Голів                | Ліга          | Ігор          | Голів         | Ігор   | Голів  |        |
| ----------------- | ----------------- | ----------------- | --------- | --------- | ------------------ | ------------------ | ------------------ | -------------------- | -------------------- | -------------------- | ------------- | ------------- | ------------- | ------ | ------ | ------ |
| 2018              | «Ітуано»          | Д1+СП             | 0+3       | 0         | КБ                 | 0                  | 0                  |                      | -                    | -                    | КП            | 17            | 4             | 20     | 4      |        |
| 2019              | «Ітуано»          | Д13+ЛП            | 0+14      | 6         | КБ                 | 0                  | 0                  |                      | -                    | -                    |               | -             | -             | 14     | 6      |        |
| Усього за Ітуано  | Усього за Ітуано  | Усього за Ітуано  | 17        | 6         |                    | 0                  | 0                  |                      | -                    | -                    |               | 17            | 4             | 34     | 10     |        |
| 2019–20           | «Арсенал»         | ПЛ                | 14        | 3         | КА+КЛ              | 3+2                | 0+4                | ЛЄ                   | 7                    | 3                    |               | -             | -             | 26     | 10     |        |
| Усього за кар'єру | Усього за кар'єру | Усього за кар'єру | 31        | 9         |                    | 5                  | 4                  |                      | 7                    | 3                    |               | 17            | 4             | 60     | 20     |        |

## Титули і досягнення
- Володар Кубка Англії (1):

«Арсенал»: 2019–20
- Володар Суперкубка Англії (1):

«Арсенал»: 2023
Збірні
- Олімпійський чемпіон (1): 2020